# Minute (hebdomadaire)
Ne doit pas être confondu avec 20 Minutes.
Pour les articles homonymes, voir Minute.
Minute est un hebdomadaire diffusé en France de 1962 à 2020, satirique et classé politiquement à l'extrême droite,.

## Histoire

### Centre-droit
Créé le 6 avril 1962 par Jean-François Devay, ancien directeur de L’Aurore, le journal est domicilié au 12 de la rue du Croissant dans le IIe arrondissement de Paris. Il comprend dans ses premières années un grand nombre d'échos consacrés au showbiz et de dessins humoristiques.
Lors de sa « grande époque » (environ 250 000 exemplaires vendus par semaine entre 1962 et les années 1970), la rédaction du journal était invitée tous les dimanches au Club de la presse — émission télévisée et radiophonique sur la politique. Le ton est d'emblée très critique envers Charles de Gaulle, le journal comptant de nombreux lecteurs dans les rangs des déçus de la guerre d’Algérie.  François Brigneau, un journaliste engagé à l'extrême droite, intègre la rédaction et signe de nombreux éditoriaux, à la tonalité très antigaulliste. En 1965, le journal contribue à l’éclatement du scandale de l’affaire Ben Barka. L'écrivain Jean Bourdier assure la rubrique littéraire alors célèbre : « Sous ces couvertures ». Il en devient le rédacteur en chef. En 1969, le journal appelle à voter Alain Poher à l’élection présidentielle, « pour faire barrage au général de Gaulle »,. 
Le professeur Choron (Georges Bernier), fondateur (1960) d’Hara-Kiri, de Charlie Hebdo (1970) et ami de Devay, collabora à cette époque à Minute, hebdomadaire très anti-gaulliste mais dont la ligne va du centre à la droite. 
Beaucoup plus tard, Choron prendra fait et cause, publiquement et de façon virulente, pour Minute au nom de la liberté de la presse dans l'émission Droit de réponse consacrée par Michel Polac à la disparition de Charlie Hebdo le 2 janvier 1982, bien après le passage déclaré de l'hebdomadaire dans le camp de Jean-Marie Le Pen[source insuffisante].

### Années 1970, l'arrivée de l'extrême-droite
Jean-François Devay meurt d’un cancer du poumon en juillet 1971. Il est remplacé comme directeur de publication par Jean Boizeau et de nombreux journalistes quittent bientôt Minute, où la direction commence à mettre un frein aux enquêtes, au point que plusieurs d'entre eux écrivent aussi pour le Canard Enchaîné, comme Jean Montaldo. En septembre 1972, l'extrême droite tente de prendre le contrôle de Minute, constate Jean Montaldo, qui cesse alors d'y collaborer pour ne pas se « retrouver dans un combat politique qui n'était pas le [s]ien ».
Dans son numéro du 1er mai 1974, le journal appelle à voter pour Valéry Giscard d'Estaing contre le candidat se réclamant du gaullisme, Jacques Chaban-Delmas. La même année, Ilich Ramírez Sánchez (Carlos) revendique une série d’attentats à Paris : explosions à la voiture piégée devant les locaux parisiens de L'Aurore, de Minute et de L'Arche. Au cours des années 1970, le journal adopte une ligne d'extrême droite. François Brigneau assume un temps la rédaction en chef, mais le ton extrêmement politique qu’il imprime au journal conduit à son remplacement et il retourne à ses fonctions d’éditorialiste.
Dans la deuxième partie des années 1970, le journal adopte une ligne d'extrême droite marquée par le soutien affiché au Front national, auquel sont consacrés de nombreux articles.

### Les affaires François Duprat et Jacques Mesrine
Serge de Beketch qui revient au journal avec du galon en 1974, est nommé chef des informations générales et recrute comme journaliste un ancien inspecteur de la DST, Jacques Tillier. Ce dernier organise « des coups dignes de barbouzes », impulsés par Lucien Aimé-Blanc, nommé patron de l'OCRB en 1977, qui reconnaît dans un livre de souvenirs de 2002 sa « réputation douteuse de l'époque » celle d'être « un flic tordu, mais un bon flic », qui cumule cependant « manipulation d'indicateurs, protection d'un cambriolage, pressions sur la justice, chantages, etc ».
Minute publie ainsi des informations de source policière anonyme qui tiennent parfois de la manipulation. Après l'assassinat de François Duprat le 18 mars 1978, il publie une liste de personnalités visées parmi lesquelles Alain Madelin en laissant entendre que l'auteur pourrait être Pierre Goldman. En septembre 1978, le journal est le premier à révéler des éléments de l'Affaire Jacques Dugué.
En septembre 1979, Jacques Tillier a tenté d'obtenir une interview de Jacques Mesrine peu après la fin en juillet du rapt contre rançon de l'industriel Lelièvre, la police tentant par ce biais de retrouver le malfaiteur et son complice présumé Charlie Bauer. Mais le journaliste Jacques Tillier est torturé et laissé pour mort par Mesrine puis quitte le journal. Un mois et demi après, Mesrine est repéré et tué, dans un épisode qui a inspiré La Guerre des polices, film français de Robin Davis, sorti en 1979.
Serge de Beketch qui avait débuté à Minute, avant d'y revenir en 1974, est alors le chef des informations générales. Il devient le rédacteur en chef au cours de cette même année 1979. Il quitte le journal en 1986 : Jean-Marie Le Pen le désigne pour diriger National-Hebdo.
Serge De Bekech est le seul journaliste de droite et d'extrême-droite à dénoncer avec virulence l'éditeur de gauche Gérard Lebovici lorsque ce dernier sera assassiné en 1984, au moment où il projetait de rééditer les œuvres de Mesrine.
À l’approche des années 1980, les ventes de Minute, qui paie son soutien affiché à Jean-Marie Le Pen et le départ de journalistes d'investigation comme Jean Montaldo, démissionnaire en 1972, commencent à baisser. 
En octobre 1980, Jean Boizeau meurt à son tour et Jean-Claude Goudeau lui succède. En 1980, Minute relaie les enquêtes de l’hebdomadaire L’Express sur Georges Marchais, à qui il est reproché d’avoir été volontaire pour travailler en Allemagne, à l'usine d'aviation Messerschmitt AG, durant la Seconde Guerre mondiale. Au cours de l’été, Jean-Claude Goudeau est remplacé par Patrick Buisson, historien de l’OAS et futur conseiller de Nicolas Sarkozy.
À la suite de l'élection de François Mitterrand en 1981, l'hebdomadaire fait figurer à la « une » le sous-titre « hebdomadaire d'opposition nationale ». Le journal se fait l’apôtre de l’union de toutes les droites sans cacher sa préférence pour le Front national. Cette stratégie visant à concilier un lectorat de droite et d'extrême droite vire à l'échec.
Outre les révélations, les sujets favoris de Minute sont l'immigration, la violence, l'insécurité, l'immoralité, l'école libre, les PME. Le lectorat remonte et la publication atteint les 200 000 exemplaires en 1982.

### Années 1980
Les années 1987/1988 sont marquées par la scission de la rédaction entre Minute et Le Chardon. Le Chardon, lancé par Jean-Claude Goudeau, ne dure que quelques mois, avant que la rédaction ne se reforme, fusionnant les deux journaux sous le nom de Minute - Le Chardon.

### Années 1990
En 1990, le titre est racheté par Serge Martinez (alors député du Front national qui fut plus tard le second et un des financiers de Bruno Mégret). Serge Martinez transforme le journal en news et le titre en La France, Minute n'apparaissant plus qu'en sous-titre, ou en surtitre en fonction des numéros. L'hebdomadaire est alors couramment désigné du nom de Minute - La France. Serge Martinez revend le titre à Gérald Penciolelli en 1993. Celui-ci a l'intention d'en refaire l'hebdomadaire original en abandonnant la présentation de type news, avant une transformation du format en taille type Canard enchaîné, avec pour slogan : « Tous les canards ne sont pas de gauche ».
En février 1999, Nicolas Miguet tente, sans succès, d'acheter le titre, alors en difficulté financière. En avril de la même année, la société éditrice de Gérald Penciolelli, en cessation de paiement, est liquidée par le tribunal de commerce. Dans le numéro daté du 31 mars 1999, la direction de l'hebdomadaire appelait ses plus fidèles lecteurs à « sauver Minute ». Le journal interrompt sa parution durant quelques mois. Nicolas Miguet, dans l'intervalle, lance une feuille titrée L’Hebdo et sous-titrée Le Nouveau Minute. L’équipe rédactionnelle, en conflit avec Gérald Penciolelli, annonce son intention d'acheter le titre et, entre-temps, sort le pastiche Un Faux Minute, distribué sur le parvis du tribunal de commerce, qui dénonce les agissements de Gérald Penciolelli, ainsi que ceux de Nicolas Miguet. Finalement, en décembre 1999, le tribunal de commerce attribue le titre à Catherine Barnay, pourtant proche de Gérald Penciolelli.

### Années 2000 et 2010
En janvier 2002, Jean-Marie Molitor, toujours exploitant, rachète le titre. D'après les chiffres donnés par la direction en 2006[réf. souhaitée], 40 000 exemplaires en seraient diffusés chaque semaine.
Le journal, en cessation de paiements, est mis en liquidation judiciaire le 27 mars 2013. Jean-Marie Molitor continue à exploiter le titre via la société éditrice de Monde et Vie.
En juillet 2019, Minute est placé en redressement et n'est désormais vendu plus que par abonnement ou en ligne. Le vice-procureur de la République explique que « l'ensemble des actes de gestion et de la situation patrimoniale relèvent de malversations ». Le 29 janvier 2020, la liquidation de la société est prononcée par le tribunal de commerce de Paris. Le dernier numéro publié en kiosque est le numéro 2931 daté du 17 février 2019. Le dernier numéro paru sur internet est le 2959, du 5 février 2020.

### Attentats
Le journal Minute a été à plusieurs reprises la cible d'attentats :
- 2 décembre 1963, un incendie criminel dévaste ses locaux[13].
- 14 mai 1971, une bombe et deux cocktails Molotov sont jetés dans les locaux par la Nouvelle résistance populaire (NRP), branche combattante de la Gauche prolétarienne[14],[15].
- 15 juin 1972, un paquet déposé devant le domicile de François Brigneau, éditorialiste du journal, est ramassé par un éboueur algérien, Saïd Mekki. La bombe qui y était dissimulée explose prématurément, le laissant aveugle et manchot[16].
- 30 août 1974, explosion d’une 4L piégée par des terroristes pro-palestiniens devant le journal à 2 heures du matin[17]
- 19 août 1982, attentat à la bombe revendiqué par Action directe[18],[19].
- 13 avril 1985, attentat à la bombe revendiqué par Action directe[20].

### Attaque informatique
- 11 novembre 2013, le site internet du journal est victime d'une attaque informatique à la suite d'un article sur Christiane Taubira. Il devient alors inaccessible pendant plusieurs jours[21].

### Disparition
L'hebdomadaire Minute a cessé définitivement sa parution après le 5 février 2020 à la suite de la liquidation judiciaire de sa société éditrice, la SEJMV, par le tribunal de commerce de Paris, prononcée le 29 janvier 2020. Au moment de sa disparition, Minute ne diffusait plus qu'à moins de 10 000 exemplaires.
La SEJMV avait été placée en redressement en juillet 2019. Peu avant son placement en redressement, l’hebdomadaire Minute avait été retiré de la vente en kiosques et des magasins de presse, n’étant plus disponible que par abonnement et à l’achat en ligne.

## Orientation politique
Dans les dernières années précédant sa disparition en 2020, Minute, journal toujours proche de l'extrême droite, se voulait rassembleur de la droite conservatrice et nationaliste.

### Position dans la presse
Minute n'appartenant pas à un grand groupe de presse, il est très dépendant du produit de ses ventes. Peu à peu, Minute a disparu d’un certain nombre de points de vente où il n’avait qu’un ou deux acheteurs. Selon le journal, il s'agirait d'un « boycott » visant la presse à faible tirage. Il affirme aussi que les autres organes de presse « pillerai[en]t sans citer ». Il a notamment été le premier journal à révéler que François Mitterrand avait une fille naturelle.

Lors de la guerre du Kosovo (6 mars 1998-10 juin 1999), Minute a soutenu le régime serbe et son leader Slobodan Milošević (1941-2006). Ainsi, la une du numéro daté du 31 mars 1999 titrait : 

« Les Serbes nous protègent de l'invasion islamiste. Aujourd'hui le Kosovo, demain la France. »

En 2009, Minute annonce le remplacement de Hilaire de Crémiers de son poste de conseiller politique de Jean d'Orléans par M. Franchet d'Esperey. Hilaire de Crémiers collaborait cependant encore avec le second fils de l'actuel « comte de Paris », Jean d'Orléans, lui apportant son total et entier soutien pour la restauration d'une monarchie parlementaire.

### Relations avec le Front national
En 1999, lors de la scission du FN entre mégretistes et lepénistes, le journal avait refusé de prendre parti. Dans un éditorial paru en juillet 2006, Jean-Marie Molitor appelait d'ailleurs à une « union des patriotes » entre partisans de Jean-Marie Le Pen, Philippe de Villiers et Bruno Mégret. À maintes reprises, l'hebdomadaire a aussi appelé les membres de l'UMP se considérant à l'aile droite de ce mouvement à rejoindre cette coalition.
Avant l'élection présidentielle de 2002, Minute a publié plus de cinquante entretiens avec des élus du RPR, de l’UDF et du Front national et a organisé des débats entre des personnalités de la droite et du FN. Cela a entraîné une polémique avec certaines personnalités de gauche — parmi lesquelles Julien Dray — qui ont protesté contre le nombre important de députés UMP accordant des entretiens à Minute.
Lors de l'élection présidentielle française de 2007, Minute a apporté son soutien à la candidature de Jean-Marie Le Pen.
À partir d'avril 2010, Minute soutient Bruno Gollnisch durant l'élection à la présidence du FN, pour la succession de Jean-Marie Le Pen. Marine Le Pen, critiquée radicalement par le journal, est pourtant élue au congrès de Tours, le 16 janvier 2011. Le Canard enchaîné rapporte que l'entrée du congrès est interdite aux envoyés de Minute, pour « hostilité illégitime ».
Les tensions entre le parti de Marine Le Pen et le journal sont devenues régulières depuis son élection à la tête du Front national.
En janvier 2013, notamment à l'occasion du débat sur le « mariage pour tous », Minute pose ainsi la question de l'existence d'un « lobby gay au FN » et s'en prend au vice-président du FN Florian Philippot. À ce sujet, Marine Le Pen qualifie Minute de « torchon ». Florian Philippot accuse pour sa part l'hebdomadaire d'être le « niveau zéro de la politique » et les assimile à des « complotistes d'extrême droite de l'entre-deux-guerres ».

## Polémiques et condamnations
Lors de la coupe du monde de football de 2006, Minute avait titré « Y a-t-il trop de noirs dans l'équipe de France ? » De plus, le numéro paru après la finale du Mondial titrait « Ciao voyou », avec une photo de Zinédine Zidane, expulsé du terrain après avoir frappé de la tête un joueur de l'équipe italienne qui l'avait insulté. Minute l'assimilait ensuite, dans un article, à un jeune voyou de banlieue.
L'hebdomadaire a été condamné pour avoir titré en juillet 2012 « Mariage homo : bientôt ils vont pouvoir s'enfiler… la bague au doigt » et « Sida : malgré les risques ils vont vous donner leur sang ». Le tribunal a estimé que le « jeu de mots vulgaire sur la sodomie » constituait une injure et que la phrase sur le SIDA pouvait créer « un sentiment de rejet à l'égard des personnes homosexuelles présumées dangereuses et aux actes potentiellement mortifères » qui constituait une provocation à la haine.
Minute crée une nouvelle polémique à l'automne 2013, en présentant, en « une », une photo de la ministre de la Justice, Christiane Taubira, accompagnée du titre « Maligne comme un singe, Taubira retrouve la banane », référence à une polémique survenue quelques semaines plus tôt, une banane ayant été agitée devant elle par une jeune fille de 11 ans se trouvant parmi de jeunes militants opposés au mariage pour les couples homosexuels, celle-ci criant : « La guenon, mange ta banane ». À la suite de cette nouvelle polémique, le gouvernement déclare souhaiter l'interdiction de l'hebdomadaire d'extrême droite,,.
Le Haut-Commissariat des Nations unies aux droits de l'homme condamne fermement les « attaques » du journal. La direction (ou rédaction) de l'hebdomadaire assume sa « une » et déclare ne pas craindre les répercussions judiciaires. Le 30 octobre 2014, le tribunal correctionnel de Paris condamne Jean-Marie Molitor, directeur de la rédaction de Minute, à 10 000 euros d'amende pour « incitation à la haine raciale ».

## Rédacteurs

### Rédacteurs en chef
- Céline Pascot[10]
- Bruno Larebière[38]